# 1990 у Тернополі
| Роки в Тернополі ← • 1900 • 1901 • 1902 • 1903 • 1904 • 1905 • 1906 • 1907 • 1908 • 1909 • 1910 • 1911 • 1912 • 1913 • 1914 • 1915 • 1916 • 1917 • 1918 • 1919 • 1920 • 1921 • 1922 • 1923 • 1924 • 1925 • 1926 • 1927 • 1928 • 1929 • 1930 • 1931 • 1932 • 1933 • 1934 • 1935 • 1936 • 1937 • 1938 • 1939 • 1940 • 1941 • 1942 • 1943 • 1944 • 1945 • 1946 • 1947 • 1948 • 1949 • 1950 • 1951 • 1952 • 1953 • 1954 • 1955 • 1956 • 1957 • 1958 • 1959 • 1960 • 1961 • 1962 • 1963 • 1964 • 1965 • 1966 • 1967 • 1968 • 1969 • 1970 • 1971 • 1972 • 1973 • 1974 • 1975 • 1976 • 1977 • 1978 • 1979 • 1980 • 1981 • 1982 • 1983 • 1984 • 1985 • 1986 • 1987 • 1988 • 1989 • 1990 • 1991 • 1992 • 1993 • 1994 • 1995 • 1996 • 1997 • 1998 • 1999 • → Див. також: XIX століття • XXI століття |

450 річниця Тернополя.

## Річниці

### Річниці заснування, утворення
- 10 березня — 80 років тому (1910) в Тернополі вперше в Україні перевидано «Русалку Дністрову».
- 15 квітня — 50 років тому (1940) відкрито Тернопільський національний педагогічний університет імені Володимира Гнатюка.
- 1 вересня — 30 років тому (1960) відкрито Тернопільський національний технічний університет імені Івана Пулюя.
- 18 жовтня — 75 років з дня заснування «Тернопільських театральних вечорів» (1915).
- 18 жовтня — 60 років Тернопільському академічному обласному драматичному театру імені Т. Г. Шевченка (1930).
- 1 листопада — 10 років тому (1980) відкрито Тернопільський академічний обласний театр актора і ляльки.
- 22 грудня — 120 років від дня введення в експлуатацію Тернопільської залізничної станції (1870).

### Річниці від дня народження
- 12 січня — 110 років від дня народження українського композитора, диригента, педагога Василя Безкоровайного (1880—1966).
- 10 березня — 50 років від дня народження українського мистецтвознавця, педагога, культурного діяча Ігоря Дуди (нар. 1940).
- 1 квітня — 240 років від дня народження філософа, просвітителя, громадського діяча Гуго Коллонтая (1750—1812).
- 13 листопада — 120 років від дня народження академіка, вченого-правника, політичного діяча Станіслава Дністрянського (1870—1935).
- 12 грудня — 100 років від дня народження польського логіка, філософа, математика, семантика Казімежа Айдукевича (1890—1963).

## Події

### Січень
- З ініціативи Михайла Ониськіва і Геннадія Яворського та за підтримки Народного Руху України «Октябрь» рішенням міської ради перейменований на ПК «Березіль» імені Леся Курбаса[1].
- 22 січня — тисячі жителів Тернополя взяли участь у живому людському «Ланцюзі єднання» від Львова до Києва[2].

### Квітень
- 29 квітня — освячення на Театральному майдані і підняття над будівлею Тернопільської міської ради національного прапора України. Прапор освятили священики Ігор (Возьняк), нині — Львівський митрополит УГКЦ, Дмитро Лисак та Мефодій (Кудряков), нині — колишній предстоятель УАПЦ. Голова міської Ради В'ячеслав Негода прийняв присягу на вірність народові і національному прапору. Підняття прапора рухівці «Оріону» над міською радою доручили своїм наймолодшим членам, активістам політичного життя заводу Володимирові Стаюрі і С. Сидору[3].

## Грудень
Відбулися науково-методологічні читання, присвячені 100-річчю від дня народження польського логіка, філософа, математика, семантика Казімежа Айдукевича.

## Особи

### Народилися
- 28 січня — український футболіст Роман Гаврилюк
- 23 березня — український футболіст Олександр Ільющенков
- 19 червня — український актор, співак Сашко Алексєєв
- 27 червня — українська перекладачка, журналістка, літературознавець, літературний критик Юлія Починок
- 6 вересня — український військовик, учасник російсько-української війни 2014—2017 років Олександр Орляк; пом. 2015, загинув у бою поблизу Дебальцевого Донецької області
- 4 жовтня — український футболіст Роман Годований
- 12 листопада — українська перекладачка й мовознавець Наталія Семенів
- 27 листопада — український футболіст Богдан Семенець

### Померли
- 5 лютого — український діяч культури Олександр Бачинський[5], нар. 1950.

## Засновано
- Тернопільську середню школу № 27

## Видання
- почав виходити міський громадсько-політичний часопис «Тернопіль вечірній».